# ووه (آلاباما)
ووه (به انگلیسی: Waugh) یک منطقهٔ مسکونی در ایالات متحده آمریکا است که در شهرستان مونتگومری، آلاباما واقع شده‌است. ووه ۸۱٫۹۹ متر بالاتر از سطح دریا واقع شده‌است.